# Kritzmow
Kritzmow é um município da Alemanha, situado no distrito de Rostock, no estado de Mecklemburgo-Pomerânia Ocidental. Tem 14,81 km² de área, e sua população em 2019 foi estimada em 3.900 habitantes.